# 해면치레절
해면치레절(Dromiacea)은 십각목 단미하목에 속하는 갑각류 게 분류군의 하나이다. 현존하는 240종과 약 300여 종의 멸종한 종으로 구성되어 있다.

## 하위 분류
- † Dakoticancroidea
- 해면치레상과 (Dromioidea)
- † Glaessneropsoidea
- 호몰로드로미아상과 (Homolodromioidea)
- 호몰라상과 (Homoloidea)